# سیب طلائی اختلاف
عبارت "سیب طلایی اختلاف اریس" به افسانهای یونانی اشاره دارد که در آن اریس (الههٔ نزاع و اختلاف در اساطیر یونان) یک سیب طلایی را در میان جمعی از خدایان پرتاب کرد و روی آن نوشت: «به زیباترین تقدیم میشود». این سیب طلایی باعث اختلاف بین هرا، آتنا و آفرودیت (الهه های المپ) شد، زیرا هر یک خود را شایستهٔ دریافت آن میدانستند. این نزاع به «داوری پاریس» انجامید و در نهایت یکی از عوامل جنگ تروا شد.

## نکات کلیدی

### اریس
الههٔ نزاع و هرج ومرج در اساطیر یونان.

### سیب طلایی
نماد رقابت، زیبایی، و فریب.

### اختلاف سه الهه
هرا (قدرت و سلطنت)، آتنا (خرد و جنگاوری)، آفرودیت (عشق و زیبایی).

### پیامدها
پاریس، شاهزادهٔ تروا، آفرودیت را برگزید و در ازای آن هلن (زیباترین زن جهان) را به دست آورد که این موضوع جرقهٔ جنگ تروا را زد.
این داستان نمادین اغلب به عنوان استعاره ای برای علتهای به ظاهر کوچک ولی اثرگذار در بروز اختلافات بزرگ استفاده میشود.